# Immeuble 64 rue Carnot à Rambervillers
L'immeuble 64 rue Carnot est une maison de Rambervillers.

## Localisation
La maison est située dans le département français des Vosges, sur la commune de Rambervillers, sur la rue Carnot (la rue principale de Rambervillers), en rive gauche du la Mortagne.

## Historique
La maison a été construite dans le premier quart du XVIIe siècle.
L'édifice est inscrit au titre des monuments historiques depuis le 26 novembre 1993 ; cette protection concerne les façades, les toitures, la cheminée, l'escalier hélicoïdal et le jardin.